# Alcazaba (zamek)
Alcazaba – zespół fortyfikacji pałacowych znajdujący się w hiszpańskiej Maladze.

## Historia
Pierwotnie na opadającym ku południowemu zachodowi ramieniu wzgórza Gibralfaro znajdowały się fenickie, a następnie rzymskie fortyfikacje. W VIII w., wkrótce po podboju okolicznych ziem przez Maurów, emir Kordoby Abd-al-Rahman I zdecydował się w miejscu starych rzymskich fortyfikacji wznieść nową fortecę. Forteca była budowana w latach 756–780. Nazwa twierdzy pochodzi od słowa cytadela w języku arabskim – al-qasbah. Forteca znajdowała się powyżej Malagi. Dzięki swemu położeniu chroniła miasto oraz port przed atakami piratów. Twierdza została w latach 1057–1063 rozbudowana przez sułtana Grenady Badisa Al-Ziri, a w tym samym wieku Malaga stała się stolicą niezależnego królestwa (taify). Alcazabę otoczył podwójny ciag murów obronnych, wzmocniony setką wież. W XIII wieku Malaga została podbita przez Nasrydów. W XIV wieku Jusuf I, z dynastii Nasrydów, połączył Alcazabę z pobliskim zamkiem Gibralfaro przejściem chronionym z obu stron murami. Zamek Alcazaba pełnił funkcję siedziby mauretańskich władców. W wyniku rekonkwisty Hiszpania weszła pod panowanie katolików. Katoliccy władcy również korzystali z Alcazaby, która pełniła w tamtym okresie funkcje rezydencji. W połowie XVIII w. twierdzę jednak porzucono, a w połowie kolejnego stulecia przekształciła się ona w ubogą dzielnicę mieszkaniową. Dopiero po I wojnie światowej rozpoczęto prace mające na celu odrestaurowanie zamku. Odbudowa i konserwacja budynków trwała do 1933 r.

## Muzeum
Dzięki pracom konserwatorskim prowadzonym w I połowie XX w. Zamek jest udostępniony zwiedzającym. W obiekcie znajdują się eksponaty fenickiej, rzymskiej oraz arabskiej ceramiki. Eksponaty znajdują się w muzeum archeologicznym na terenie kompleksu. Wewnątrz zamku znajdują się również ogrody zbudowane przez mauretańskich oraz katolickich władców.

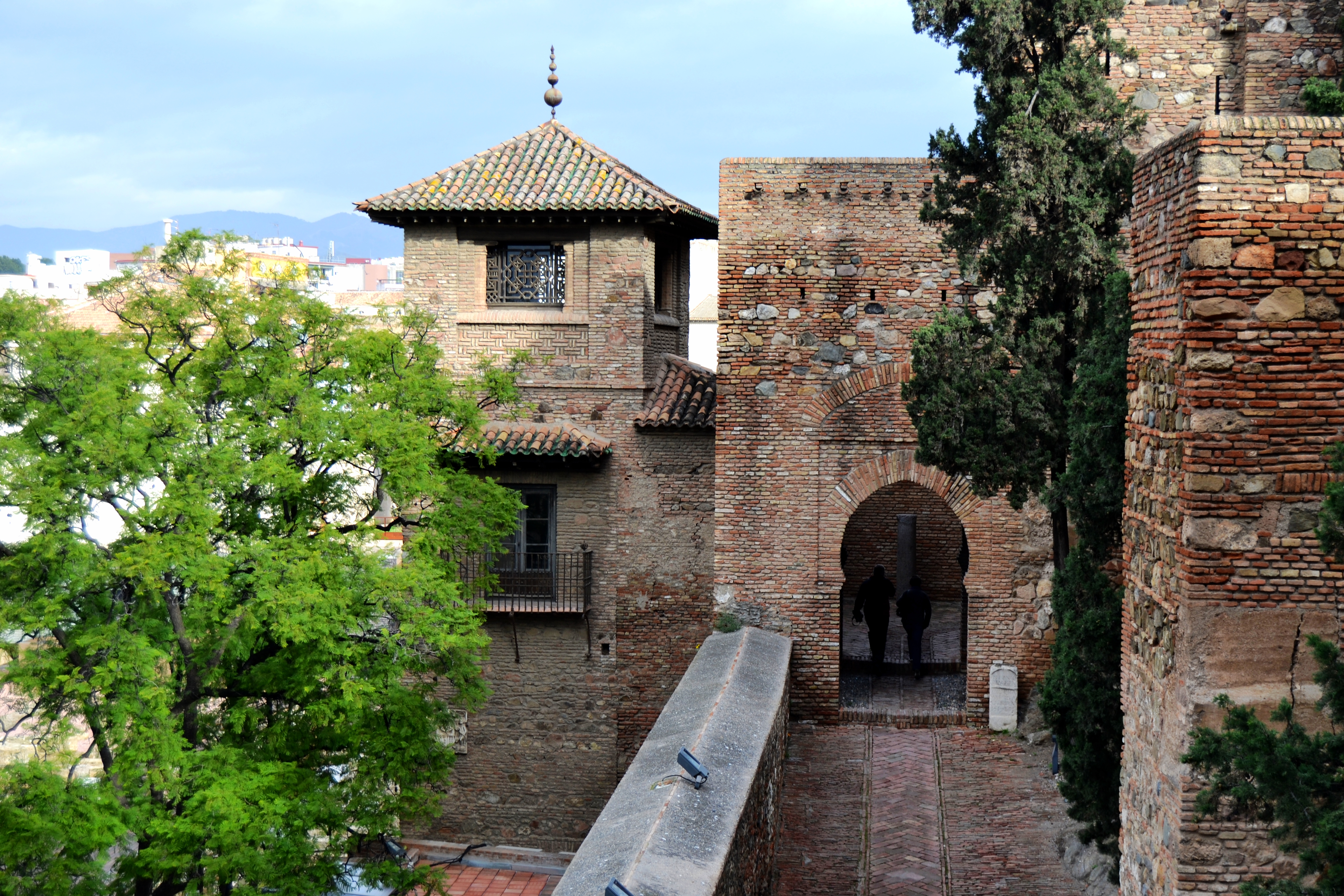
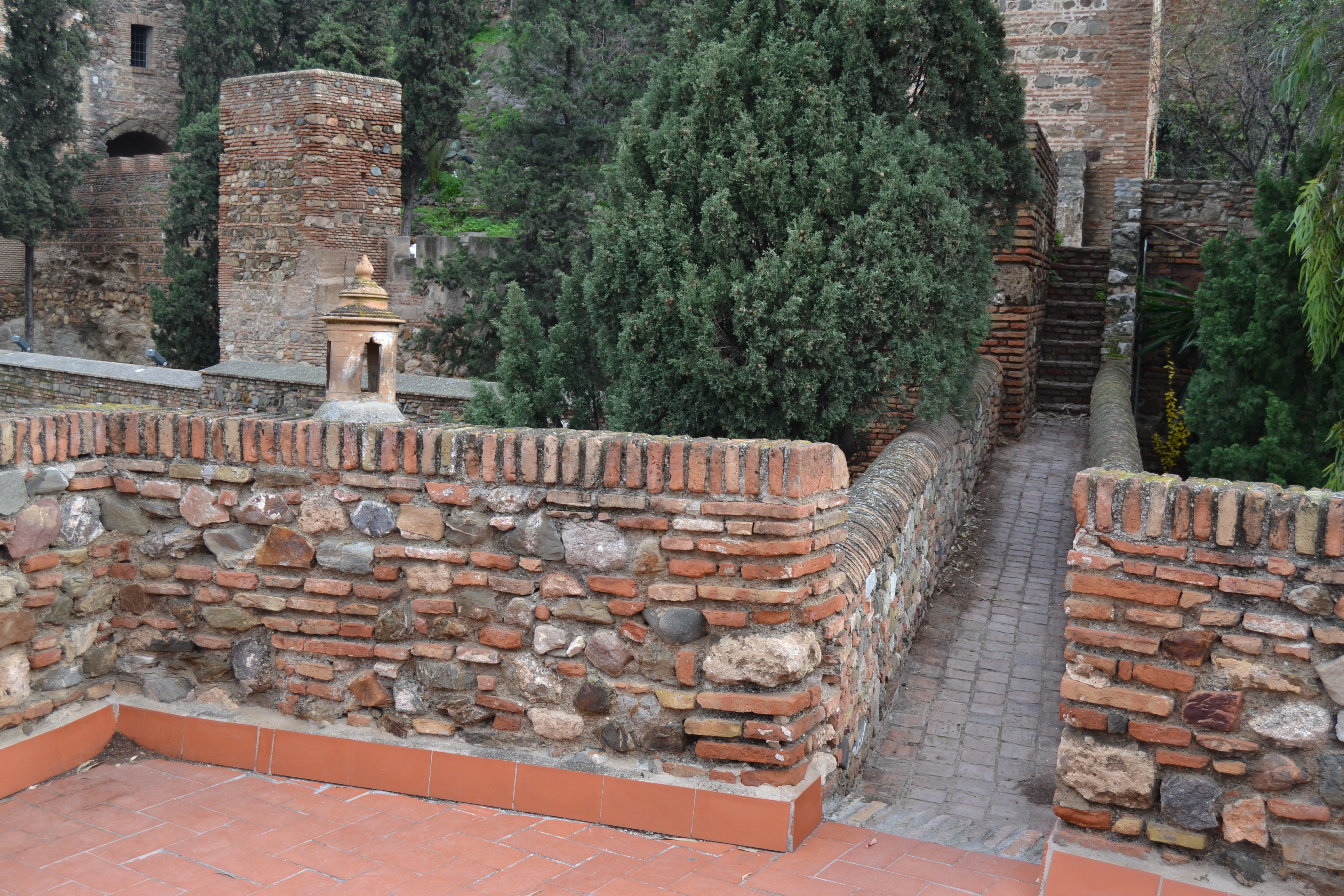
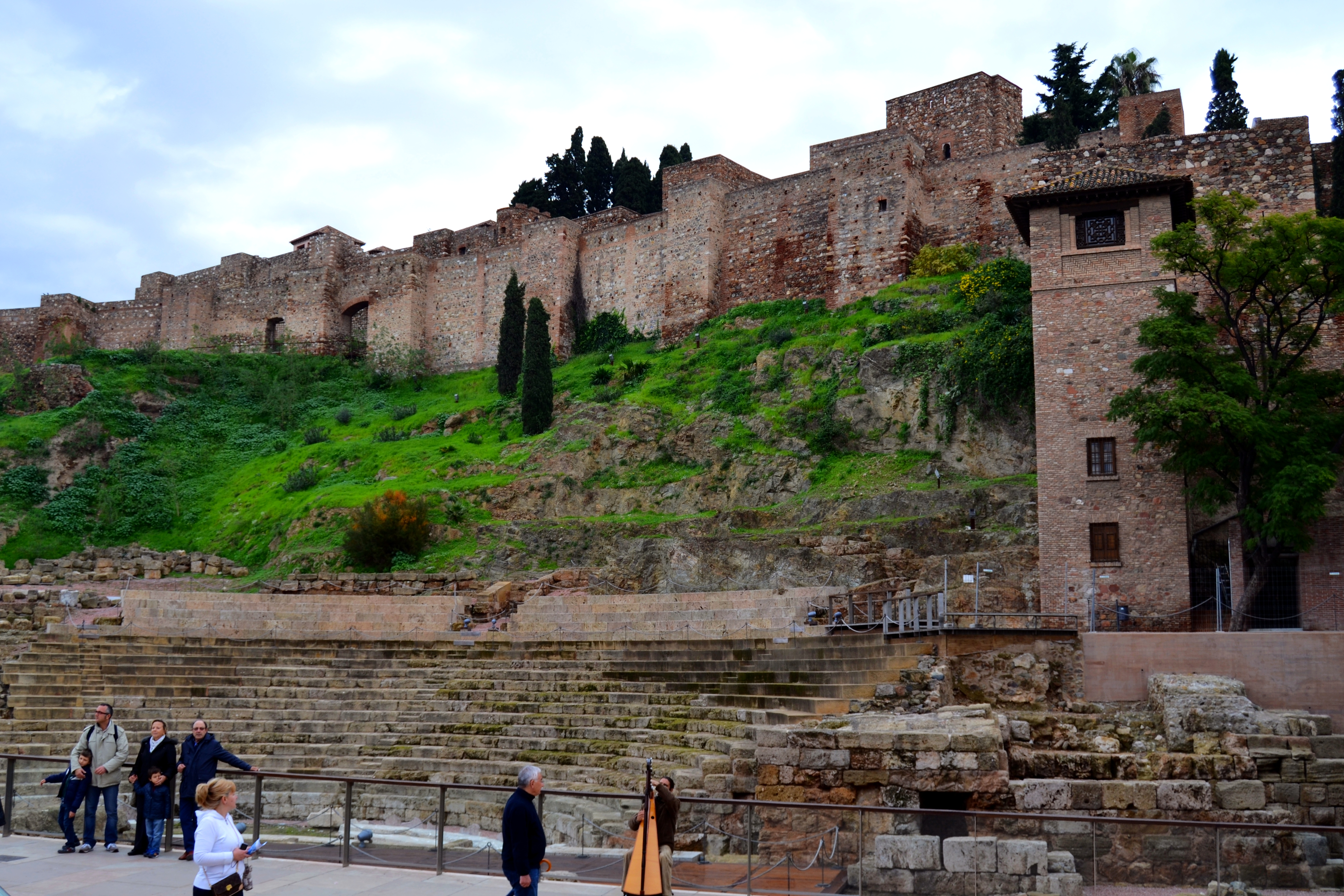